# Парондзиці
Парондзиці (пол. Parądzice) — село в Польщі, у гміні Вартковиці Поддембицького повіту Лодзинського воєводства.
Населення — 73 особи (2011).
У 1975-1998 роках село належало до Серадзького воєводства.

## Демографія
Демографічна структура станом на 31 березня 2011 року:
|          | Загалом | Допрацездатний вік | Працездатний вік | Постпрацездатний вік |
| -------- | ------- | ------------------ | ---------------- | -------------------- |
| Чоловіки | 42      | 8                  | 23               | 11                   |
| Жінки    | 31      | 4                  | 16               | 11                   |
| Разом    | 73      | 12                 | 39               | 22                   |